# Lauderhill
Lauderhill és una població dels Estats Units a l'estat de Florida. Segons el cens de l'1 de juliol de 2008 tenia 67.073 habitants.

## Demografia
Segons el cens del 2000, Lauderhill tenia 57.585 habitants, 22.810 habitatges, i 14.279 famílies. La densitat de població era de 3.045,7 habitants/km².
Dels 22.810 habitatges en un 31,8% hi vivien nens de menys de 18 anys, en un 37,4% hi vivien parelles casades, en un 20,1% dones solteres, i en un 37,4% no eren unitats familiars. En el 31% dels habitatges hi vivien persones soles el 13,6% de les quals corresponia a persones de 65 anys o més que vivien soles. El nombre mitjà de persones vivint en cada habitatge era de 2,49 i el nombre mitjà de persones que vivien en cada família era de 3,12.
Per edats la població es repartia de la següent manera: un 26,6% tenia menys de 18 anys, un 8,7% entre 18 i 24, un 30,3% entre 25 i 44, un 18,3% de 45 a 60 i un 16,1% 65 anys o més.
L'edat mediana era de 35 anys. Per cada 100 dones de 18 o més anys hi havia 78 homes.
La renda mediana per habitatge era de 32.515 $ i la renda mediana per família de 36.723 $. Els homes tenien una renda mediana de 29.756 $ mentre que les dones 25.167 $. La renda per capita de la població era de 17.243 $. Entorn del 15,5% de les famílies i el 17,8% de la població estaven per davall del llindar de pobresa.

## Poblacions més properes
El següent diagrama mostra les poblacions més properes.